# Maxime Remy
Maxime Remy (* 7. Februar 1984) ist ein ehemaliger französischer Skispringer.

## Werdegang
Remy gab sein internationales Debüt am 19. Januar 2002 im französischen Courchevel im Continental Cup. Bereits im ersten Springen konnte er Continental-Cup-Punkte erreichen. Bei der Junioren-Weltmeisterschaft 2002 in Schonach erreichte er auf der Normalschanze den 47. Platz. Im Continental Cup konnte er nur selten auf vordere Plätze springen, sein bestes Resultat erzielte er am 26. Dezember 2002 in St. Moritz, als er auf der Normalschanze auf den fünften Platz sprang. Am 9. Februar 2003 sprang er in Willingen sein einziges Weltcup-Springen und erreichte dort mit Platz 27 seine ersten und einzigen Weltcup-Punkte.
Nach weiteren erfolglosen Springen im Continental Cup, beendete er nach dem Springen am 14. Dezember 2003 in Lillehammer seine aktive Karriere. Er arbeitet mittlerweile als Physiotherapeut für den französischen Skisprung-Nationalkader.